# Way Model
Way Model Management é uma das maiores agências do Brasil de modelo atuante no mercado nacional e internacional de moda, dirigida pelo Anderson Baumgartner, criada em 2007 e é sediada em São Paulo.

## História
A Way Model foi criada em 2007, é dirigida pelo Anderson Baumgartner, sediada em São Paulo, é também associada ao Way Star e a Way Talent. A Way Model conta com integrantes como Alessandra Ambrósio, Carol Trentini, Candice Swanepoel, Michelle Alves, Shirley Mallmann, Luciana Curtis, dentre outros, além de gerenciar a carreira de Alinne Moraes, Mônica Martelli, Paulo André e outros, através da Way Star. Foi também responsável na gerência da carreira de Paulo Gustavo.

Em 2017, na celebração dos 10 anos da Way Model, foram investidos 80 000 oitenta mil reais no festejo "arraial", investimento feito pelo empresário Anderson Baumgartner. A celebração teve a participação de Carol Trentini, Paulo Gustavo e Monique.
Em 2019, Mônica Martelli, Paulo Gustavo e Rodrigo Simas se tornaram integrantes da Way Star projeto da Way Model focado em celebridades da moda.
A agência da Way Model vem quebrando diversos tabus na moda, fazendo um trabalho de inclusão contratou Maria Oliveira, que estrelou a primeira campanha na Natura ela era diarista e hoje em dia é modelo, na condição de diarista Maria Oliveira cobrava uma diária de 80 oitenta reais e na campamha da natura recebeu um cachê de 10 000 dez mil reais. A Way Model é uma das agências responsáveis da carreira do modelo trans Sam Porto, o primeiro modelo trans a desfilar no São Paulo Fashion Week.
Em 2020, o canal da Way Model entrevistou Sasha Meneghel, a Sasha é uma das contratadas da Way Model. Nesse mesmo ano Felipe Bertuol assina com a Way Model e a ser uma das apostas nas passarelas.
Em 2023, realizou festa junina para 800 convidados, na Casa das Caldeiras com a participação de Carol Trentini e Marlon Teixeira.